# Бете, Ханс
Ханс А́льбрехт Бе́те (нем. Hans Albrecht Bethe; 2 июля 1906 года, Страсбург, Германия — 6 марта 2005 года, Итака, Нью-Йорк) — американский астрофизик и ядерный физик, лауреат Нобелевской премии по физике (1967). В сферу его интересов также входили квантовая электродинамика и физика твёрдого тела.
Член Национальной академии наук США (1944) и Американского философского общества, иностранный член Лондонского королевского общества (1957). Член Леопольдины (1978). Иностранный член Российской академии наук (1994).

## Биография
Родился в 1906 году в Страсбурге, который в то время входил в состав Германии, в семье Альбрехта Теодора Юлиуса Бете, приват-доцента физиологии в Страсбургском университете, и Анны (в девичестве — Кюн). Хотя его мать, дочь профессора в Страсбургском университете, была еврейкой, он воспитывался в протестантской традиции, как его отец. Несмотря на это, Бете не был религиозен во взрослой жизни, характеризуя себя как атеиста.

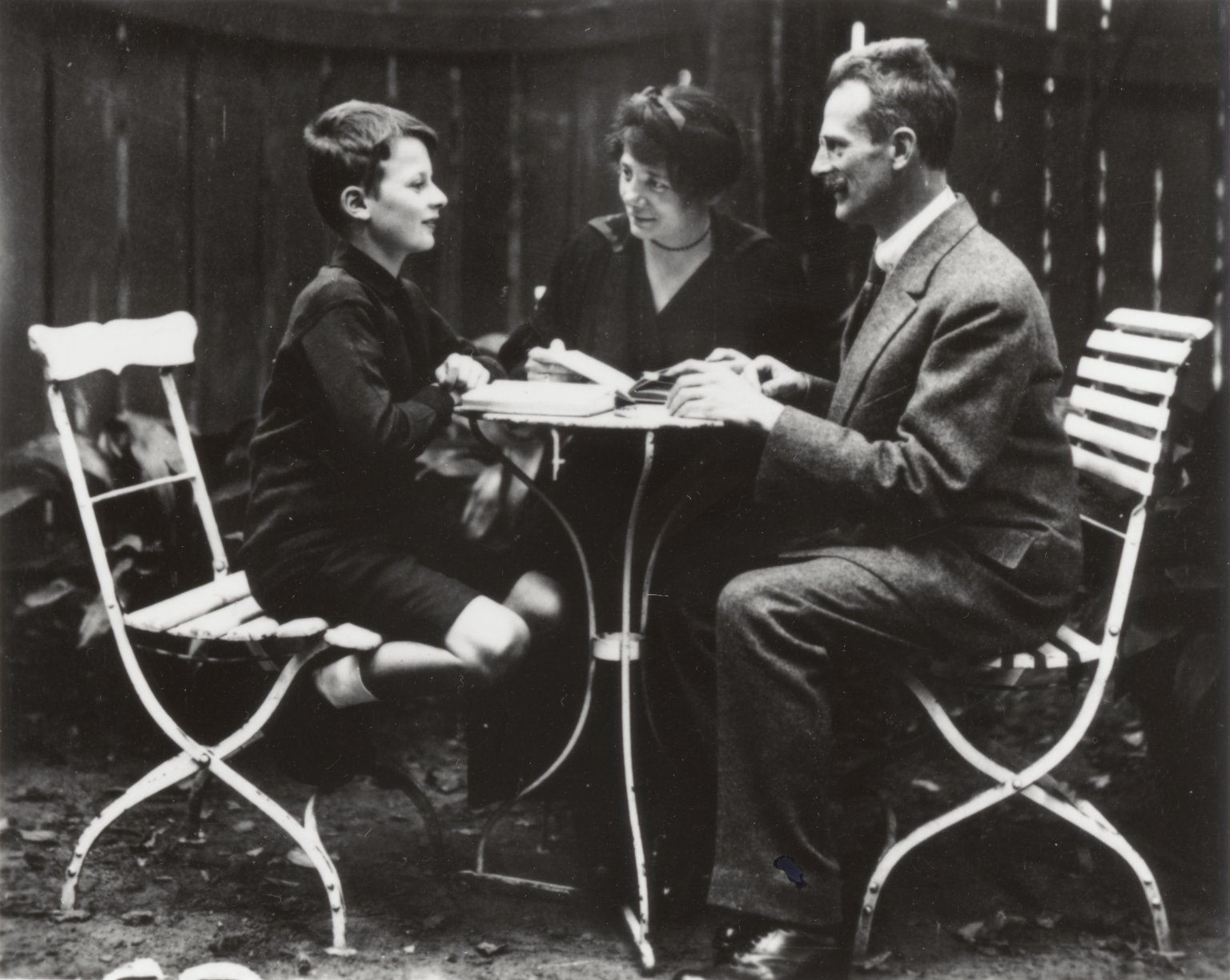
Ханс Бете в 12-летнем возрасте с родителями

В 1912 году отец Ханса принял должность профессора и руководителя Института физиологии Кильского университета, и семья переехала на директорскую квартиру при институте. Изначально Бете учился у частного преподавателя в группе из восьми мальчиков и девочек. Семья переехала вновь, когда в 1915 году Альбрехт стал главой Института физиологии Университета Франкфурта-на-Майне, там Ханс поступил в Гимназию им. Гёте. Его обучение прервалось в 1916 году, когда он подхватил туберкулёз и был отправлен в Бад-Кройцнах на выздоровление. К 1917 году он поправился достаточно для того, чтобы поступить в местное реальное училище, а на следующий год продолжил обучение в Оденвальдшуле, частной школе-интернате с совместным обучением. Бете вернулся в Гимназию им. Гёте в 1922 году, где проучился последние три класса средней школы (до 1924 года).
Сдав выпускные экзамены, Бете поступил во Франкфуртский университет, где работал его отец, на отделение химии. Обучение физике было посредственным; и хотя во Франкфурте были знаменитые математики, такие как Карл Зигель и Отто Сас, Бете не понравился их подход к преподаванию в отрыве от других наук. Ханс также понял, что в экспериментальной науке ему будет тяжело, когда пролил серную кислоту на свой лабораторный халат. Зато курс высшей физики, которую читал Вальтер Герлах, заинтересовал его гораздо больше. Герлах ушёл в 1925 году, и Карл Мейснер, занявший его место, посоветовал Бете перейти в университет с более сильной школой теоретической физики, а именно Мюнхенский университет Людвига-Максимилиана, где работал Арнольд Зоммерфельд.
По рекомендации Мейснера Зоммерфельд принял нового студента в апреле 1926 года. Зоммерфельд читал продвинутый курс применения дифференциальных уравнений в физике, который очень понравился Бете. Будучи знаменитым учёным, Зоммерфельд часто получал препринты научных статей, которые он представлял для обсуждения на еженедельных вечерних семинарах. Незадолго до перевода Бете в университет Зоммерфельд получил статьи Эрвина Шрёдингерa по волновой механике.
В качестве темы диссертации Зоммерфельд предложил Бете исследовать дифракцию электронов в кристаллических средах. За отправную точку Зоммерфельд посоветовал Бете взять статью Пауля Петера Эвальда 1914 года по дифракции рентгеновских лучей. Позже Бете признавался, что он стал слишком целеустремлённым, и в погоне за большей точностью неоправданно усложнил вычисления. Когда Бете познакомился с Вольфгангом Паули, тот сказал ему: «После рассказов Зоммерфельда о тебе я ожидал от тебя больше, чем твоя диссертация». Позднее Бете вспоминал: «Полагаю, что в устах Паули это был комплимент».
В 1924—1928 годах обучался в Франкфуртском и Мюнхенском университетах. В последнем получил докторскую степень по физике (1928).
Некоторое время работал у Эвальда в Политехнической школе Штутгарта и у Энрико Ферми в Риме.
Его мать была еврейкой и после прихода к власти нацистов в 1933 году ему пришлось оставить Тюбингенский университет, в который устроился в 1932 году. Зоммерфельд предоставил ему помощь, однако Бете уже не мог оставаться в нацистской Германии. Он эмигрировал в Великобританию, где получил должность преподавателя Манчестерского университета и оставался у Рудольфа Пайерлса, а с 1935 года — в США. С того же года профессор Корнеллского университета (ассистент-профессор до 1937, эмерит с 1975).
Перед отъездом в Америку посетил Институт Нильса Бора в Копенгагене, где сделал предложение своей коллеге-физику Хильде Леви. Та его приняла, однако мать Бете, хотя сама была еврейкой, запретила ему жениться на еврейской девушке; Ханс разорвал помолвку за несколько дней до запланированной свадьбы, чем шокировал Нильса Бора и Джеймса Франка, более не приглашавших его в свой институт вплоть до послевоенного времени. В 1939 году Бете женился на дочери Пауля Эвальда Розе.
В 1941 году получил американское гражданство. В военные годы принимал участие в работах, проводившихся в рамках Манхэттенского проекта, возглавляя теоретический отдел Лос-Аламосской лаборатории. Сыграл ключевую роль в расчетах критической массы для атомных бомб и теоретического обоснования взрывного метода, применявшегося как в испытании «Тринити», так и в атомной бомбардировке Нагасаки бомбой «Толстяк». Спустя годы он напишет: «По сей день меня не покидает чувство, что я поступил неправильно. Но так уж я поступил…». Затем Бете участвовал ещё и в разработке водородной бомбы, хотя к проекту присоединился в надежде доказать, что он не может быть реализован.

## Общественная деятельность
После Второй мировой войны выступал за ядерное разоружение и мирное использование ядерной энергетики. Он стал членом Чрезвычайного комитета ученых-ядерщиков, просветительской организации по предотвращению распространения ядерного оружия, созданной Альбертом Эйнштейном. Был одним из главных научных голосов, добившихся подписания в 1963 году Договора о запрещении испытаний ядерного оружия в атмосфере, космическом пространстве и под водой, а затем и Договора об ограничении систем противоракетной обороны 1972 года. В 1968 году в написанной с Ричардом Гарвином статье доказал бесперспективность затратного проекта обороны от баллистических ракет, предлагавшегося Министерством обороны США. Ещё более резкую критику от него заслужила объявленная в 1983 году администрацией Рональда Рейгана Стратегическая оборонная инициатива — группа американских специалистов под началом Бете произвела разгромную технико-экономическую оценку предлагаемой системы.
В 1992 году Бете подписал «Предупреждение человечеству».
В 1995 году 88-летний Бете написал открытое письмо, призывавшее всех учёных мира не принимать участие в любых работах, связанных с созданием ядерного вооружения. В 2004 году он был в числе 48 нобелевских лауреатов, поддержавших в своём обращении кандидатуру Джона Керри против Джорджа Буша-младшего на выборах президента США, чтобы восстановить «надлежащее место науки в правительстве».

## Научный вклад
Основные работы посвящены ядерной физике и астрофизике. Открыл протон-протонный цикл термоядерных реакций (1938). Предложил шестиступенчатый углеродно-азотный цикл, позволяющий объяснить процесс протекания термоядерных реакций в массивных звёздах (1938, независимо от К. Вайцзеккера).
Бете принадлежит формула для определения потерь энергии заряженной частицей, движущейся в веществе (1934). В 1947 году Бете объяснил лэмбовский сдвиг, введя в квантовую теорию радиационные поправки и положив начало теории перенормировок. В теории элементарных частиц широко применяется уравнение Бете — Солпитера, описывающее систему двух взаимодействующих частиц (1951). 
В 1929 году разработал квантовохимическую теорию кристаллического поля, рассматривающую низшие по энергии состояния молекулы как состояния одного атома (иона), находящегося в электростатическом поле, созданном окружающими его атомами или ионами.
Ханс Бете — автор более 250 научных работ, в том числе соавтор (совместно с Эдвином Солпитером) до сих пор широко использующейся физиками книги «Квантовая механика атомов с одним и двумя электронами» (М.: Физматлит, 1960; англ. Hans A. Bethe and Edwin E. Salpeter, Quantum mechanics of one- and two-electron atoms. — Berlin: Springer, 1957). Продолжал научную деятельность до преклонного возраста. В последние 20 лет жизни работал в основном в области физики нейтрино, в частности опубликовал серию работ, посвящённых проблеме дефицита солнечных нейтрино. Фримен Дайсон, один из его учеников, считал Бете учёным, лучше всех в XX веке решавшим научные проблемы.

## Награды и признание

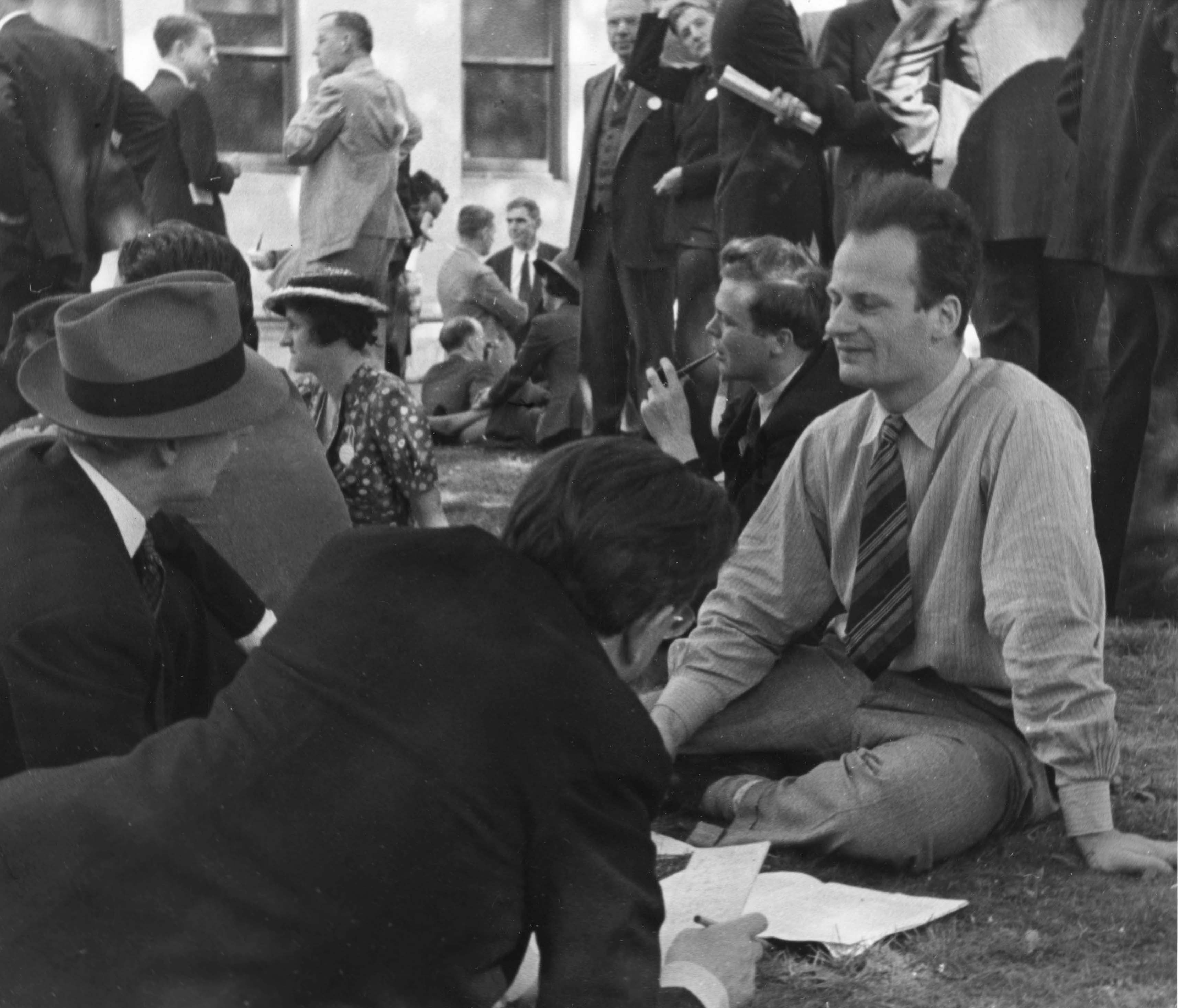
Бете даёт интервью журналистам

Член Американской академии искусств и наук (1947), Американского астрономического общества и Американского физического общества и президент последнего в 1954 году.
Почётный доктор английских университетов.
- 1946 — Presidential Medal of Merit
- 1947 — Медаль Генри Дрейпера
- 1955 — Медаль имени Макса Планка
- 1959 — Медаль Франклина
- 1961 — Медаль Эддингтона Королевского астрономического общества
- 1961 — Премия Энрико Ферми
- 1963 — Премия Румфорда
- 1967 — Нобелевская премия по физике
- 1975 — Национальная научная медаль США
- 1976 — Медаль Нильса Бора
- 1978 — Мемориальные лекции Вейцмана
- 1981 — Премия Лео Силарда
- 1985 — Vannevar Bush Award
- 1989 — Большая золотая медаль имени М. В. Ломоносова за выдающиеся достижения в области физики
- 1990 — Медаль Оскара Клейна
- 1992 — Премия мира Альберта Эйнштейна
- 1993 — Медаль Эрстеда
- 1993 — Бейкеровская лекция
- 2001 — Медаль Кэтрин Брюс
- 2005 — Медаль Бенджамина Франклина[англ.] Американского философского общества

В честь Бете названы астероид (30828) Бете и учреждена Премия Ханса Бете.
В художественном фильме Кристофера Нолана «Оппенгеймер» Бете сыграет Густаф Скарсгард.

### Интервью
- Interview with Hans Albrecht Bethe by Thomas S. Kuhn At Kuhn's office, Dwinelle Hall, UC, Berkeley, 17 January 1964 (англ.). Niels Bohr Library & Archives. American Institute of Physics. Дата обращения: 25 сентября 2014.
- Interview with Hans Bethe by Charles Weiner and Jagdish Mehra at Cornell University, October 27, 1966 (англ.). Niels Bohr Library & Archives. American Institute of Physics. Дата обращения: 25 сентября 2014.
- Interview with Hans Bethe by Charles Weiner at Cornell University, November 17, 1967 (англ.). Niels Bohr Library & Archives. American Institute of Physics. Дата обращения: 25 сентября 2014.
- Interview with Hans A. Bethe by Charles Weiner at Cornell University, May 8, 1972 (англ.). Niels Bohr Library & Archives. American Institute of Physics. Дата обращения: 25 сентября 2014.
- Interview with Hans Albrecht Bethe by Lillian Hoddeson in Sicily, April 29, 1981 (англ.). Niels Bohr Library & Archives. American Institute of Physics. Дата обращения: 25 сентября 2014.